# 周文 (作家)
周文（1907年—1952年），原名何开荣，字稻玉、笔名何谷天等，男，四川荥经人，中国作家，中国左翼作家联盟成员，曾任左联组织部长、中共四川省委宣传部副部长。